# Cankova (gemeente)
Cankova (Duits: Kaltenbrunn; Hongaars: Vashidegkút) is een gemeente in Slovenië. Zij ontstond in 1998 uit de splitsing van de gemeente Cankova-Tišina.

## Plaatsen in de gemeente
Cankova, Domajinci, Gerlinci, Gornji Črnci, Korovci, Krašči, Skakovci, Topolovci
Apače · Beltinci · Cankova · Črenšovci · Dobrovnik · Gornja Radgona · Gornji Petrovci · Grad · Hodoš · Kobilje · Križevci · Kuzma · Lendava · Ljutomer · Moravske Toplice · Murska Sobota · Odranci · Puconci · Radenci · Razkrižje · Rogašovci · Šalovci · Sveti Jurij · Tišina · Turnišče · Velika Polana · Veržej